# Regionalliga Nord (1963-74)
La Regionalliga Nord fue la segunda liga de fútbol más importante de Alemania desde la creación de la Bundesliga en 1963 hasta la creación de la 2. Bundesliga en 1974.

## Historia
Fue creada en 1963 como una de las 5 ligas regionales que conformaban la segunda división de Alemania luego de la creación de la Bundesliga como la nueva primera división del fútbol alemán y comprendía las regiones de Niedersachsen, Bremen, Hamburg y Schleswig-Holstein.
El campeón y subcampeón de cada temporada tenían el derecho de disputar el ascenso ante los dos mejores equipos de cada una de las otras 4 Regionalligas rumbo a la Bundesliga, donde FC St. Pauli, VfL Osnabrück, Holstein Kiel, Arminia Hannover, VfB Lübeck, VfL Wolfsburgo y TuS Bremerhaven 93 disputaron todas las 11 temporadas de existencia de la liga hasta su desaparición en 1974 luego de la creación de la 2. Bundesliga como la nueva liga de fútbol de segunda división de Alemania.

### Reformación de la Liga
La Regionalliga fue reformada en 1994 como liga de tercera división de Alemania, y para el 2000 la Regionalliga Nord fue refundada para tomar el lugar de la Oberliga Nord como la liga de tercera división hasta que en 2008 con la creación de la 3. Bundesliga como la nueva liga de tercera división, disminuyera una categoría y pasara a ser la actual liga de cuarta división.

## Ediciones Anteriores
| Season  | Winner                 | Runner-Up       |
| 1963-64 | FC St. Pauli           | Hannover 96     |
| 1964-65 | Holstein Kiel          | FC St. Pauli    |
| 1965-66 | FC St. Pauli           | SC Göttingen 05 |
| 1966-67 | Arminia Hannover       | SC Göttingen 05 |
| 1967-68 | Arminia Hannover       | SC Göttingen 05 |
| 1968-69 | VfL Osnabrück          | VfB Lübeck      |
| 1969-70 | VfL Osnabrück          | VfL Wolfsburgo  |
| 1970-71 | VfL Osnabrück          | FC St. Pauli    |
| 1971-72 | FC St. Pauli           | VfL Osnabrück   |
| 1972-73 | FC St. Pauli           | VfL Osnabrück   |
| 1973-74 | Eintracht Braunschweig | FC St. Pauli    |

- En Negrita los equipos que ganaron el ascenso a la Bundesliga.

## Equipos por temporada
| Club                    | 64 | 65 | 66 | 67 | 68 | 69 | 70 | 71 | 72 | 73 | 74 |
| ----------------------- | -- | -- | -- | -- | -- | -- | -- | -- | -- | -- | -- |
| Hannover 96             | 2  | B  | B  | B  | B  | B  | B  | B  | B  | B  | B  |
| Eintracht Braunschweig  | B  | B  | B  | B  | B  | B  | B  | B  | B  | B  | 1  |
| FC St. Pauli            | 1  | 2  | 1  | 5  | 4  | 3  | 4  | 2  | 1  | 1  | 2  |
| VfL Osnabrück           | 6  | 10 | 7  | 7  | 7  | 1  | 1  | 1  | 2  | 2  | 3  |
| VfL Wolfsburgo          | 9  | 6  | 8  | 4  | 3  | 7  | 2  | 9  | 3  | 3  | 4  |
| HSV Barmbeck-Uhlenhorst | 18 |    |    | 14 | 14 | 10 | 10 | 5  | 4  | 5  | 5  |
| VfB Oldenburg           | 7  | 13 | 12 | 9  | 11 | 13 | 9  | 17 |    | 11 | 6  |
| Olympia Wilhelmshaven   |    |    |    |    |    |    | 15 | 6  | 8  | 12 | 7  |
| SV Meppen               |    |    |    |    |    |    |    | 18 |    | 10 | 8  |
| Arminia Hannover        | 3  | 4  | 6  | 1  | 1  | 5  | 8  | 14 | 14 | 9  | 9  |
| Concordia Hamburg       | 16 | 9  | 9  | 6  | 13 | 12 | 17 |    |    |    | 10 |
| OSV Hannover            |    |    |    |    |    |    |    |    | 13 | 15 | 11 |
| SC Göttingen 05         |    | 5  | 2  | 2  | 2  | 4  | 5  | 7  | 5  | 4  | 12 |
| Holstein Kiel           | 5  | 1  | 3  | 3  | 8  | 8  | 3  | 4  | 11 | 7  | 13 |
| TuS 93 Bremerhaven      | 12 | 7  | 4  | 15 | 5  | 9  | 6  | 8  | 15 | 14 | 14 |
| Heider SV               |    |    |    |    |    | 16 |    | 16 | 9  | 13 | 15 |
| VfB Lübeck              | 14 | 11 | 5  | 10 | 9  | 2  | 7  | 3  | 6  | 6  | 16 |
| Itzehoer SV             |    |    | 14 | 12 | 12 | 14 | 12 | 12 | 16 | 16 | 17 |
| VfL Pinneberg           |    |    |    |    |    |    |    |    |    |    | 18 |
| Phönix Lübeck           |    |    |    |    | 6  | 6  | 13 | 13 | 12 | 8  | 19 |
| TuS Celle               |    |    |    |    |    | 15 | 11 | 10 | 10 | 17 |    |
| SC Leu Braunschweig     |    |    |    |    |    |    | 14 | 11 | 7  | 18 |    |
| SC Sperber Hamburg      |    |    |    | 13 | 10 | 17 |    | 15 | 17 |    |    |
| Polizei SV Bremen       |    |    |    |    |    |    |    |    | 18 |    |    |
| ASV Bergedorf 85        | 8  | 8  | 11 | 11 | 15 | 11 | 16 |    |    |    |    |
| FC Altona 93            | 4  | 3  | 10 | 8  | 16 |    |    |    |    |    |    |
| TuS Haste               |    |    |    |    | 17 |    |    |    |    |    |    |
| VfV Hildesheim          | 13 | 15 | 15 | 16 |    |    |    |    |    |    |    |
| Bremer SV               |    |    | 13 | 17 |    |    |    |    |    |    |    |
| SV Friedrichsort        | 15 | 14 | 16 |    |    |    |    |    |    |    |    |
| Victoria Hamburg        | 11 | 12 | 17 |    |    |    |    |    |    |    |    |
| VfR Neumünster          | 10 | 16 |    |    |    |    |    |    |    |    |    |
| Rasensport Harburg      |    | 17 |    |    |    |    |    |    |    |    |    |
| VfL Oldenburg           | 17 |    |    |    |    |    |    |    |    |    |    |

Fuente:

### Simbología
| Símbolo | Significado                                |
| ------- | ------------------------------------------ |
| B       | Bundesliga                                 |
| Lugar   | Liga                                       |
| Blanco  | Jugó en una liga inferior en esa temporada |